# Gaspar Luiz Grani Vianna
Gaspar Luiz Grani Vianna (1943) é um advogado brasileiro especialista em Direito e Legislação de Telecomunicações. Nos anos anteriores à privatização do setor de telecomunicações no Brasil, foi diretor da Divisão Jurídica do antigo DENTEL e chefe do Departamento Jurídico da Telebras. Foi também chefe do Departamento Jurídico da Embratel.
Defendeu a democratização da telecomunicações no Brasil e a universalização dos serviços de telecomunicações bem como a preservação da capacidade tecnológica do País.

## Publicações
Escreveu sobre História das Telecomunicações no Brasil, destacando a importância do Decreto n.º 21.111 de 1932, que criou a lógica de organização de cada serviço de telecomunicação no pais e teve inúmeros de seus dispositivos copiados literalmente pelo Código Brasileiro de Telecomunicações, apesar deste haver sido promulgado em 1962, 30 anos depois.
Suas diversas publicações vão desde a História das telecomunicações no brasil, à privatização do setor e suas consequências, à outorga de serviços e outros tópicos.
- Direito de telecomunicações - Editora Rio - 1976
- Privatização das telecomunicações - Editora: Notrya - 1993[8][9]
- Os dois "Brasis" e as telecomunicações - Editora Paz e Terra - 1994 - Apresenta as características do Sistema TELEBRÁS desde sua origem a realidade atual, e as implicações da privatização das telecomunicações no Brasil.[10]
- Telecomunicações e concentração de renda - Aborda a dissonância entre a realidade econômica da sociedade brasileira e as telecomunicações, com foco no sistema de telefonia, comparando o nível per capita da população e os números que envolvem a telefonia, como lucro e o número de aparelhos distribuídos pelo país. [11]
- As telecomunicações e o monopólio flexível - Sobre a a questão de privatização das telecomunicações no Brasil com a flexibilização do monopólio feita de maneira que apenas alguns serviços passem a ser explorados em bases concorrênciais entre a iniciativa privada e as empresas estatais.[12]

## O prefácio deBarbosa Lima Sobrinho
O prefácio do livro "Privatização das Telecomunicações", de Gaspar Vianna foi escrito por Barbosa Sobrinho e diz:
“O que distingue as duas empresas (privada e estatal) é o objetivo que as separa. Para que se funda uma empresa comercial? Qual seu objetivo essencial, senão a obtenção do lucro máximo que possa conquistar? ...A empresa comercial poderia valer-se de todos os processos para chegar a esse resultado, contornando os obstáculos da legislação em vigor. Nem teria que dar satisfações a quem quer que fosse, livre da vigilância de um noticiário que não chega a interessar ao grande público...Já a empresa estatal é como se trabalhasse por detrás de uma vitrine, sob severa vigilância da própria imprensa. (...) Veja-se o destino, por exemplo, da Petrobrás. Parece até que dispõe de espaço cativo na imprensa a serviço da benemerência das empresas privadas. Quando, na verdade, sua principal finalidade não é o lucro, mas o serviço do povo. Se os seus déficits podem ser compensados pela utilidade social, não há motivos para censuras ou para desprestígio. Como acontece com uma empresa ferroviária que estende suas linhas a lugares pouco habitados, que poderão proporcionar possibilidades futuras de lucro, trabalhando pelo progresso de regiões, que possam trazer benefícios e vantagens mais adiante."

## Ver Também
- Constituição brasileira de 1988[14]
- Código Brasileiro de Telecomunicações
- Privatização da Telebrás
- Embratel
- Verizon Communications
- AT&T
- Revelações da Vigilância global (2013-Presente)